# The Lemonheads
The Lemonheads je americká alternativní rocková hudební skupina, která vznikla v roce 1986 v Bostonu v Massachusetts. Kapelu vytvořili Evan Dando, Ben Deily a Jesse Peretz, z původních členů hraje po celou dobu v kapele pouze Evan Dando. Od jejího založení se ve skupině vystřídalo mnoho hudebníků. Byli jimi John Strohm a Juliana Hatfieldová ze skupiny Blake Babies, Corey Loog Brennan, Nic Dalton, který vystupoval také ve skupinách Godstar, Sneeze a The Plunderers, bubeník skupiny Dinosaur Jr Patrick „Murph“ Murphy, Bill Gibson z Eastern Dark, Karl Alvarez a Bill Stevenson ze skupiny Descendents a další. Nynějšími členy jsou kromě Danda Vess Ruhtenberg, Devon Ashley a Mark Cutsinger.
Po začátečních vystupováních jako nezávislá punková a college rocková skupina v osmdesátých letech, vydala skupina v roce 1992 první velké album s názvem It's Shame about Ray, které jí přineslo větší úspěch. V pozdější verzi alba se nachází i patrně nejúspěšnější singl kapely, kterým je coververze písně „Mrs. Robinson“ od dua Simon & Garfunkel. V roce 1997 se skupina rozezšla, ovšem znovu obnovila činnost v roce 2005, kdy o rok později vydala album The Lemonheads. Nejnovějším albem skupiny je deska Varshons z roku 2009.

## Diskografie
- Laughing All The Way To The Cleaners 7" EP (1986)
- Hate Your Friends (1987)
- Creator (1988)
- Lick (1989)
- Lovey (1990)
- It's a Shame About Ray (1992)
- Come on Feel the Lemonheads (1993)
- Car Button Cloth (1996)
- The Lemonheads (2006)
- Varshons (2009)
- Varshons 2 (2019)

## Členové

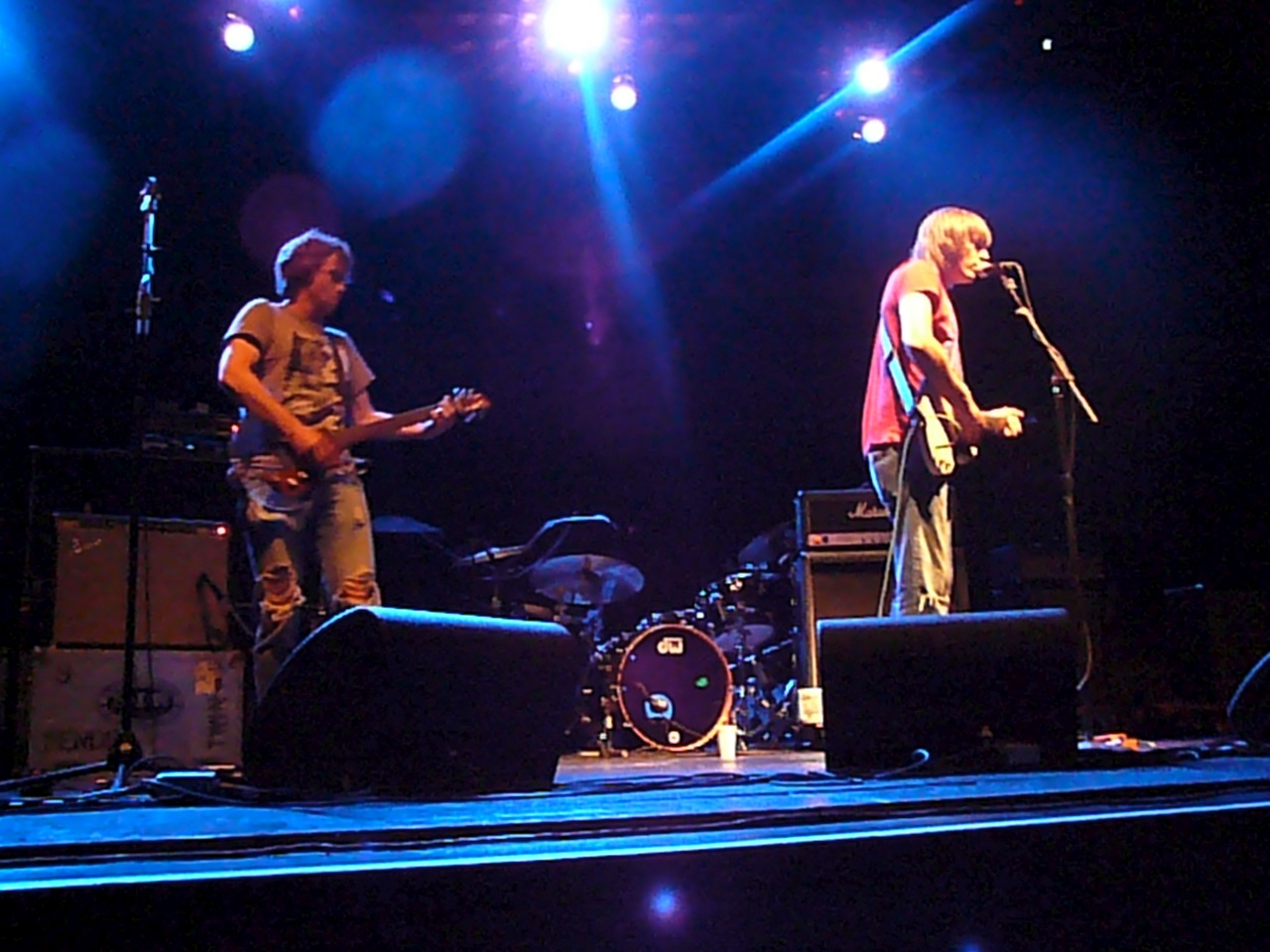
Vystoupení kapely v roce 2007

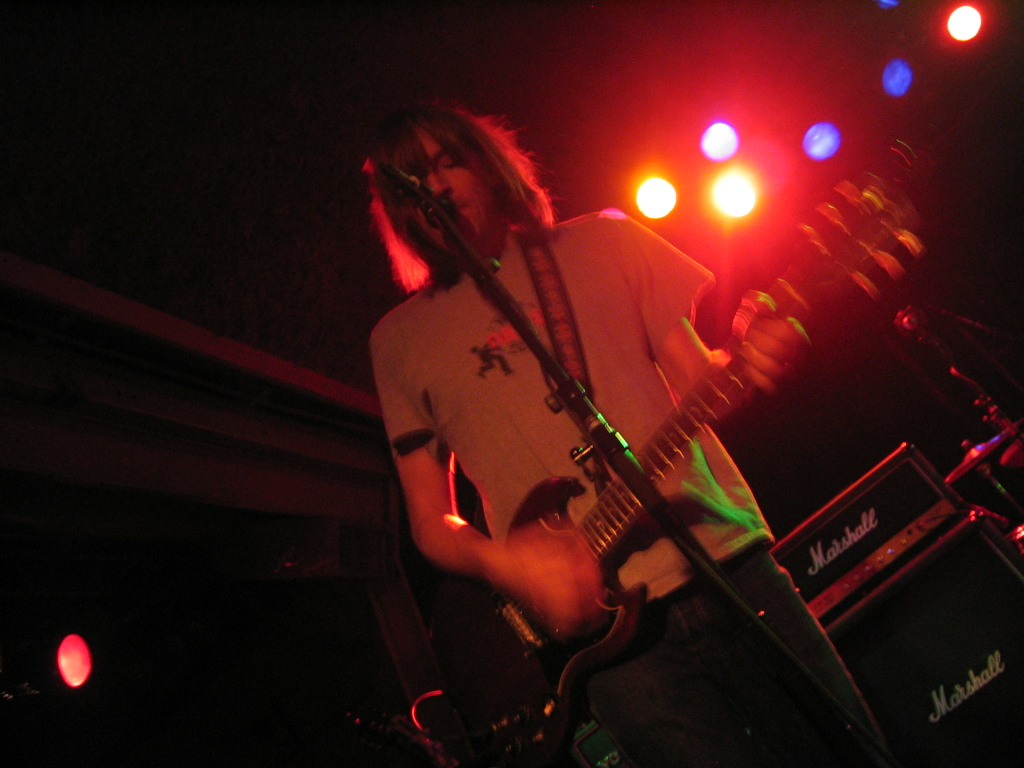
Evan Dando v roce 2006

### Dnešní sestava
- Evan Dando
- Vess Ruhtenberg
- Devon Ashley
- Mark Cutsinger

### Dřívější členové
- Ben Deily
- Corey Loog Brennan
- John Strohm
- Doug Trachten
- Jesse Peretz
- Juliana Hatfieldová
- Nic Dalton
- Dave Ryan
- Patrick Murphy
- Ben Daughtry
- Byron Hoag
- John Kent
- Mark „Budola“ Newman
- Karl Alvarez
- Bill Stevenson
- P. David Hazel
- Ken Lyons